# Arthur Nordenswan
Arthur Georg Nordenswan (Stoccolma, 27 gennaio 1883 – Stoccolma, 29 dicembre 1970) è stato un tiratore a segno e militare svedese.

## Palmarès

### Olimpiadi
- 1 medaglia:
  - 1 argento (Stoccolma 1912 nella carabina piccola a squadre)